# The House of Magic. The Xevi Collection
La Casa de la Magia es un museo de artefactos mágicos en el municipio de Santa Cristina d'Aro (comarca del Baix Empordà) en España. Ubicado en una masía catalana de 1850, es el único museo de magia de España. El museo está dirigido y basado en la colección de Xavier Sala i Costa, un ilusionista conocido internacionalmente. Contiene autómatas relacionados con la magia, carteles, dispositivos mágicos, pinturas, barajas de cartas y libros de tarot, objetos curiosos y fotografías. 
En 2014, la Federación Internacional de Sociedades de Magia (FISM) reconoció a i Costa por la creación del museo, así como por la originalidad del equipamiento. La FISM también lo reconoció como el museo de magia más grande y original del mundo.